# Gare de Versailles-Matelots
Pour les articles homonymes, voir Gare de Versailles.
La gare de Versailles-Matelots, dite aussi gare des Matelots, est une gare ferroviaire française de la ligne de la grande ceinture de Paris. Elle est située au nord du plateau de Satory et au sud  du camp des Matelots et de l'allée des Matelots qui se termine en impasse sur le bord du Grand Canal de Versailles.

## Situation ferroviaire
Établie à 139 mètres d'altitude, la gare de Versailles-Matelots est située au point kilométrique (PK) 3,066 de la ligne de la grande ceinture de Paris, entre les gares de Versailles-Chantiers (ouverte) et de Saint-Cyr-Grande-Ceinture (fermée), cette dernière étant établie sur un tronçon non électrifié et fermé.
La gare de Versailles-Matelots est située sur une bifurcation qui permet sa connexion avec la ligne de Paris-Montparnasse à Brest.

## Histoire

### Création: gare annexe des Chantiers

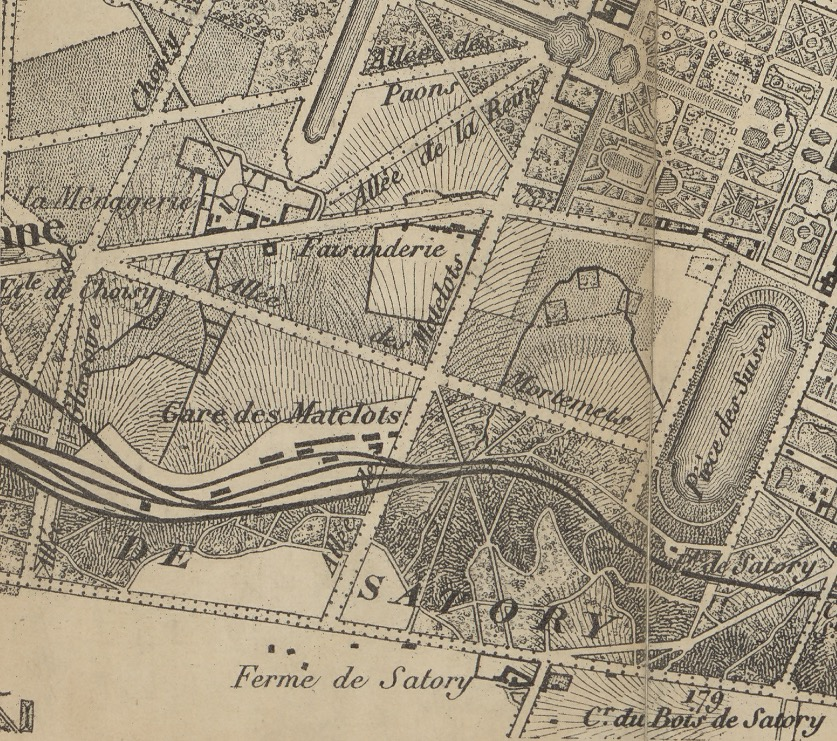
Plan du site avec la gare publié vers 1875, peu après son ouverture.

Au début du printemps 1871, du fait de l'insurrection de la Commune de Paris, Adolphe Thiers, qui est à Versailles avec son gouvernement, organise le siège de Paris. Des moyens militaires importants sont regroupés sur place, et la gare de Versailles-Chantiers étant insuffisante pour satisfaire les besoins en logistique, il conçoit « l'idée d'une gare nouvelle, aux vastes proportions » et, le 19 avril, il demande à la Compagnie des chemins de fer de l'Ouest de mettre cette proposition à l'étude. La nouvelle gare, dénommée « gare des Matelots » est conçue comme une annexe de la gare des Chantiers pour lui éviter les « encombrements des transports militaires résultant de la concentration des troupes à Versailles ». Le coût de sa construction est partagé entre la Compagnie de l'Ouest et l'État sur « la base de la loi de 1842 ».
Les ingénieurs Delattre et Pagès proposent rapidement un projet qui est « arrêté et approuvé le 22 » ; le chantier est confié aux frères Hunebelle, des entrepreneurs qui travaillent déjà pour la compagnie. Les travaux sont rapidement menés, en vingt jours : 50 000 m3 de remblais sont déplacés, 9 000 m3 de ballast sont déposés, 3 000 mètres de voies sont posés, dont un faisceau de sept voies longues de 400 m, ce qui représente 2 000 m de voies de garages, avec, en outre, un quai de 400 m, la maçonnerie et les charpentes des bâtiments ainsi que l'empierrement des voies d'accès. Cela permet l'ouverture de la gare à l'exploitation le 12 mai 1871, bien qu'une partie du chantier soit encore en cours car il est prévu qu'elle dispose de « 35 voies parallèles, de un kilomètre de longueur chacune » et deux embranchements permettant une relation avec d'autres lignes, par Pontoise et Chevreuse. On y accède par l'allée des Matelots.
Dès son ouverture à l'exploitation, elle permet de « faire face aux nécessités du service militaire », et notamment de libérer pour d'autres trafics les gares de Vaugirard et de Batignolles.

### Gare d'origine de la Grande ceinture de Paris

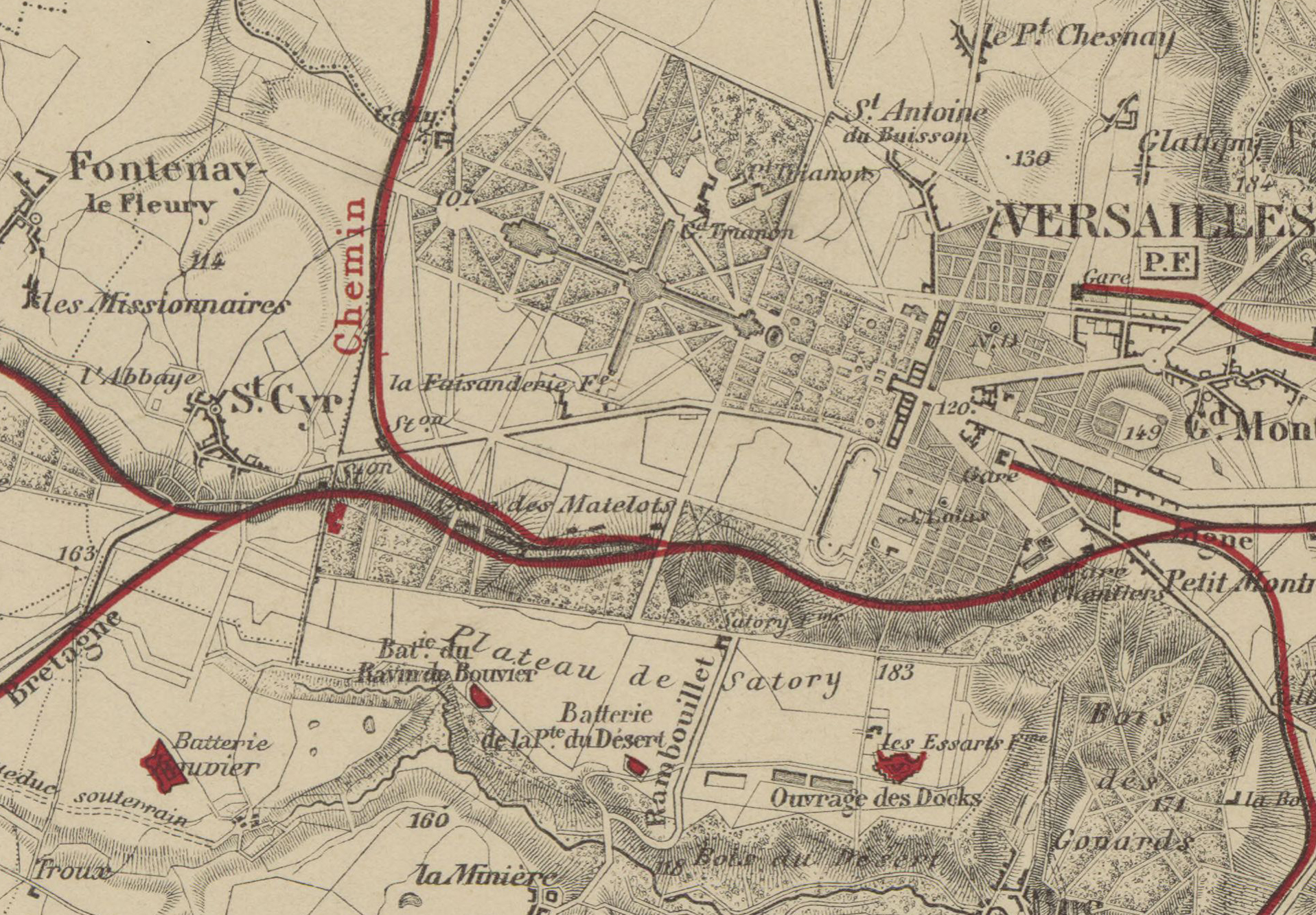
Situation de la gare en 1884.

Dès le début des années 1870, le trafic ferroviaire d'entrée dans Paris est confronté à une saturation, y compris de la récente ligne de Petite Ceinture, et à un conflit entre les wagons en transit et un intense trafic voyageurs. Pour résoudre ce problème le conseil général des Ponts et chaussées avec le Syndicat de la Rive-Droite, prévoient la création d'une seconde ligne circulaire pour relier entre elles les gares de triages sans avoir à passer par le centre de Paris. Le projet prend pour origine, de cette nouvelle ligne circulaire, la gare des Matelots. La loi du 4 août 1875, adoptée par l'Assemblée nationale déclare d'utilité publique la création d'une ligne de chemin de fer dénommée « Grande-Ceinture de Paris » qui a pour origine « la gare dite des Matelots, sur le chemin de fer de l'Ouest, à Versailles, ... ». La convention prévoit un délai de trois années pour la réalisation de cette ligne. Dans le cadre d'une loi du 31 décembre 1875 concernant des concessions accordées à la compagnie de l'Ouest, l'article 4 de la convention précise que « les terrains domaniaux occupés par la gare des Matelots, à Versailles, resteront annexés gratuitement au chemin de fer de Paris à Rennes ».
C'est en 1881 que la Compagnie de l'Ouest adhère au Syndicat des chemins de fer de ceinture nouvellement créé par la fusion des Syndicats de la petite et de la grande ceinture. Cela permet le raccordement des lignes de tous les réseaux des membres. La mise en service de la section de Versailles-Matelots à Achères, le 4 septembre 1882,, permet des circulations sur la totalité du parcours entre Versailles-Matelots et Nogent - Le Perreux.
Elle ferme le 15 mai 1939, quand cesse le service des voyageurs sur la section nord de la Grande ceinture comprise entre Versailles-Chantiers et Juvisy via Argenteuil.

### Gare de triage et dépôt
Le site ferroviaire de Versailles-Matelots est avant tout une gare de triage développée en même temps que le remaniement, à la fin des années 1920, de la gare de Versailles-Chantiers, en raison de l'impossibilité pour cette gare d'étendre son activité « triage » sans causer du tort à ses quartiers environnants. Cette surface complémentaire non disponible, mais néanmoins indispensable, fut alors prise sur le site « des Matelots ».
La gare de triage a été lourdement bombardée lors du raid aérien des Alliés du 4 juin 1944 à 20 heures. La première vague, passant d'ouest en est, lâcha quelques bombes mais continua sa route pour attaquer la gare de triage de Massy - Palaiseau. Les vagues suivantes larguèrent systématiquement leurs bombes sur Versailles-Matelots. Le site a quasiment été rasé sans beaucoup de victimes malgré l'absence de visibilité. Quinze morts furent à déplorer dans le quartier Saint-Louis, tout proche du site ferroviaire. Le bombardement du 24 juin 1944, ayant pour cible la gare des Chantiers et le camp de Satory, fit 324 victimes civiles.
Le trafic de fret se maintient jusque vers 1976 avec une vingtaine de trains par jour. Malgré sa faible densité et la baisse significative de l'activité fret, la SNCF conserve ces installations. En effet, l'emplacement de la gare de Versailles-Matelots, sur le trajet de la ligne de Paris à Granville, permet toujours de satisfaire plus aisément aux opérations de délestage qu'impose un trafic souvent surchargé.
Dans les années 2010, seule la partie sud de la gare est véritablement utilisée pour une activité ferroviaire ; la partie nord a une très faible activité dans la cour de fret. Les autres espaces sont loués par la SNCF à des entreprises de compostage, de stockage de matériaux de construction et de stockage et concassage de gravats qui n'utilisent pas de bâtiments, ainsi qu'à une société hivernant les barques du Grand Canal de Versailles à l'abri dans « une partie de l'entrepôt des Matelots ».

## Service des marchandises
Cette gare est ouverte au service du fret.

## Camp des Matelots
Le camp des Matelots, situé au nord de la gare était l'un des sites du 5e régiment du génie, spécialisé dans le génie ferroviaire, créé en 1889 ; il est dissout en 2010. Ce camp dispose « d'un anneau de voies ferrées raccordées à la gare de Versailles-Matelots ».
La Fédération Patrimoine Génie Versailles qui restaurait et mettait en valeur le matériel historique conservé a réduit son activité depuis la dissolution du régiment. Mais de nouvelles réflexions menées avec la ville de Versailles et notamment l'association ADEMAS ont permis d'ouvrir de nouveau les collections aux visites lors des Journées du patrimoine en 2019. Y était notamment présenté le « Diplodocus » qui est une grue ferroviaire de 317 tonnes construite chez Schwartz Hautmont en 1958, et en présentation roulante, des rames avec les anciennes voitures Sprague qui ont circulé dans le métro parisien de 1908 à 1938.

Au camp des Matelots
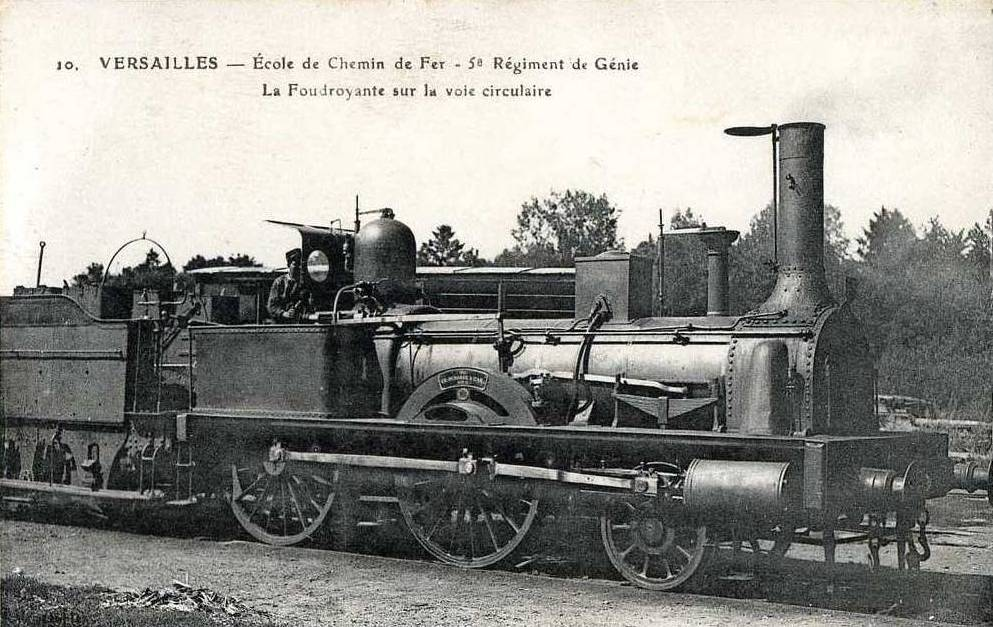
La Foudroyante.
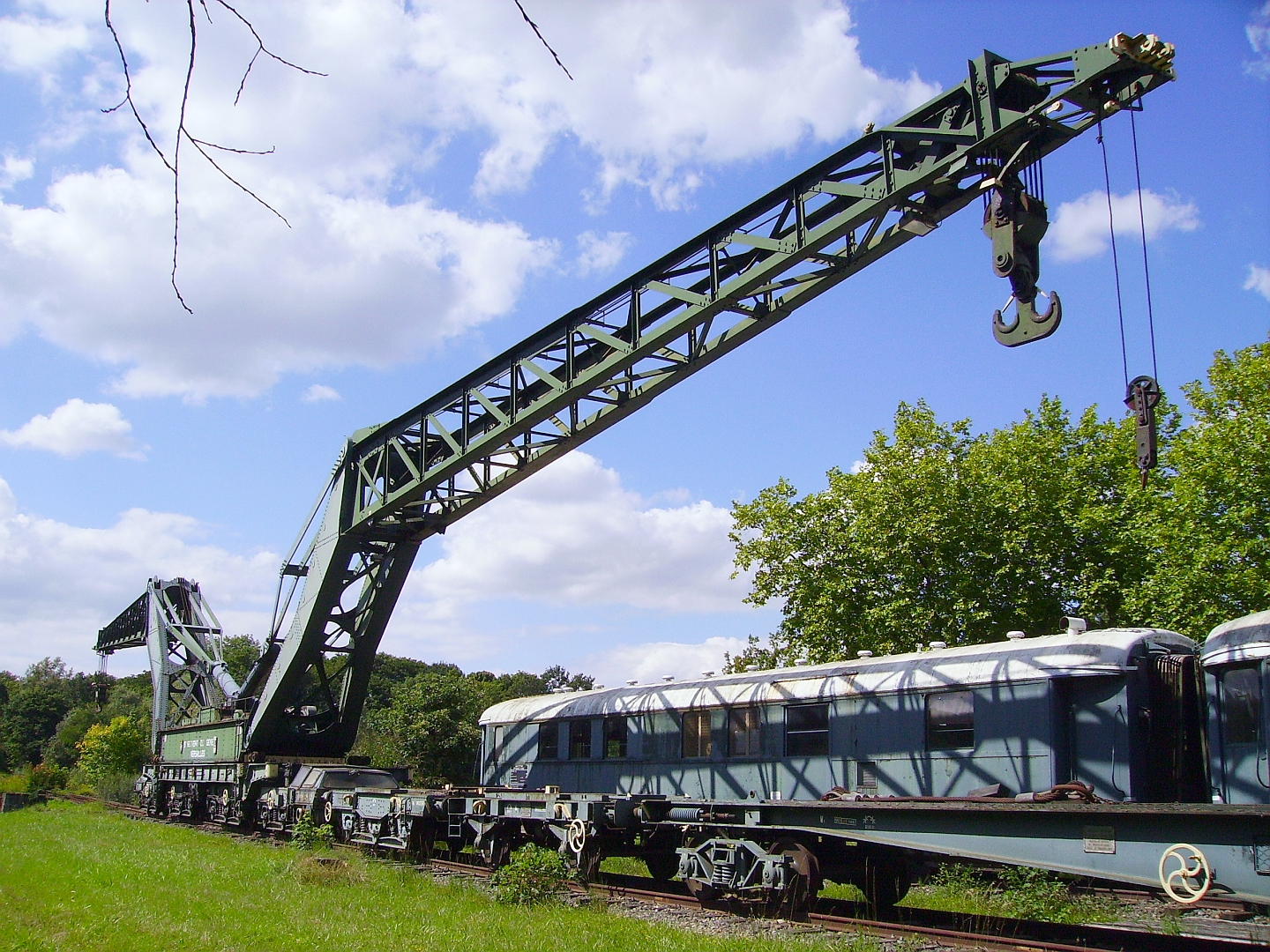
Le Diplodocus.

## Site de maintenance et de remisage du tram T13

### Travaux en cours

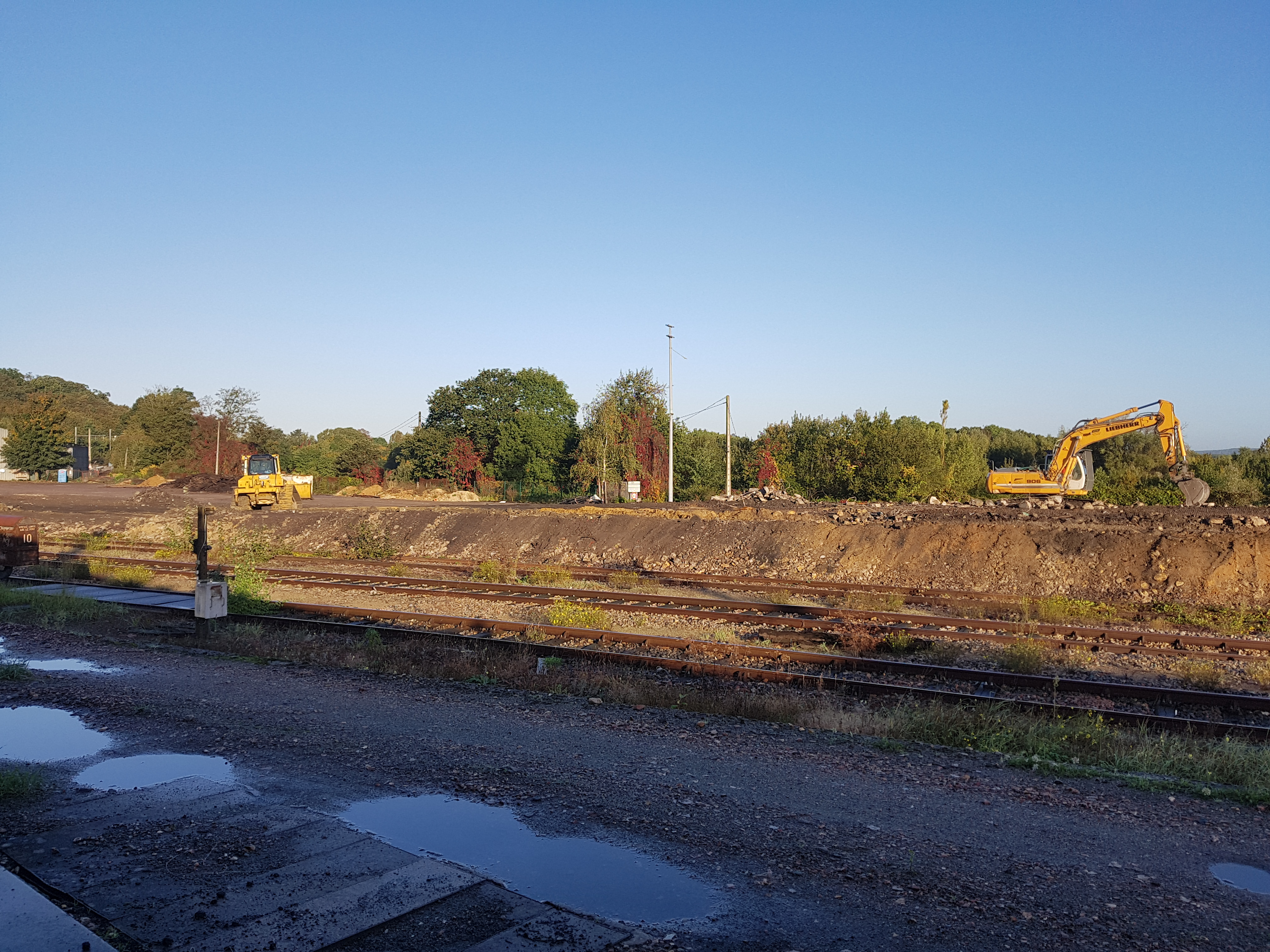
Entrepôts détruits pour laisser place aux travaux du tram-train.

Durant la préparation du terrain pour le futur site de maintenance et de remisage des tramways de la ligne T13, le site des Matelots a fait l'objet, à partir d'août 2017, de travaux de désamiantage puis de destruction des bâtiments existants, de déblayage du terrain avec le retrait des anciennes voies ferrées et d'opérations de terrassement et d'assainissement.
Depuis le 5 août 2021, les onze rames du type U 53800 sont toutes parvenues sur le site de maintenance et de remisage.